# Burg Hohenwaldeck
Die Burgruine Hohenwaldeck ist die Ruine einer Höhenburg 470 Meter östlich vom Südteil des Schliersees, nahe dem Ort Neuhaus, auf 986 m ü. NHN. Sie erhebt sich damit 209 Meter über den Seespiegel. Die Burgruine ist vom Höhenwanderweg zwischen Schliersee und Neuhaus erreichbar.

## Geschichte
Die Veste wurde gegen Ende des 13. Jahrhunderts von den Herren von Waldeck errichtet. Die Waldecker waren ursprünglich Dienstmannen des Bistums Freising, konnten sich aber nach dem Neubau der Spornburg eine weitgehend unabhängige Herrschaft aufbauen.
Im 16. Jahrhundert gelangten die Besitzungen nach dem Tode des letzten Waldeckers in die Hände der Herren von Maxlrain. Damals war die Burg allerdings schon verfallen. Insbesondere hatte ein Felssturz im Jahre 1480 die Gebäude zerstört.

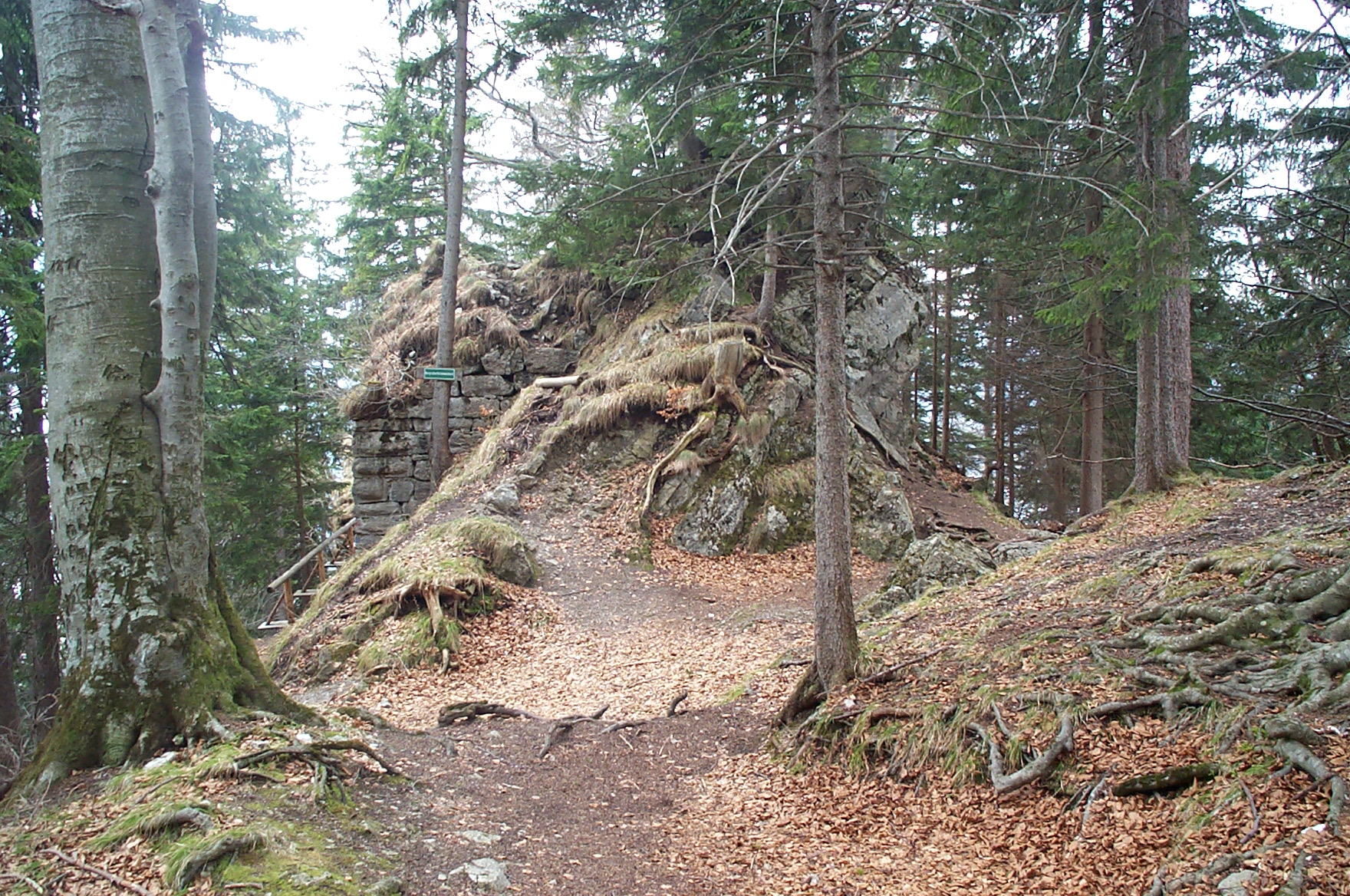
Die Reste des Frontturmes von Osten

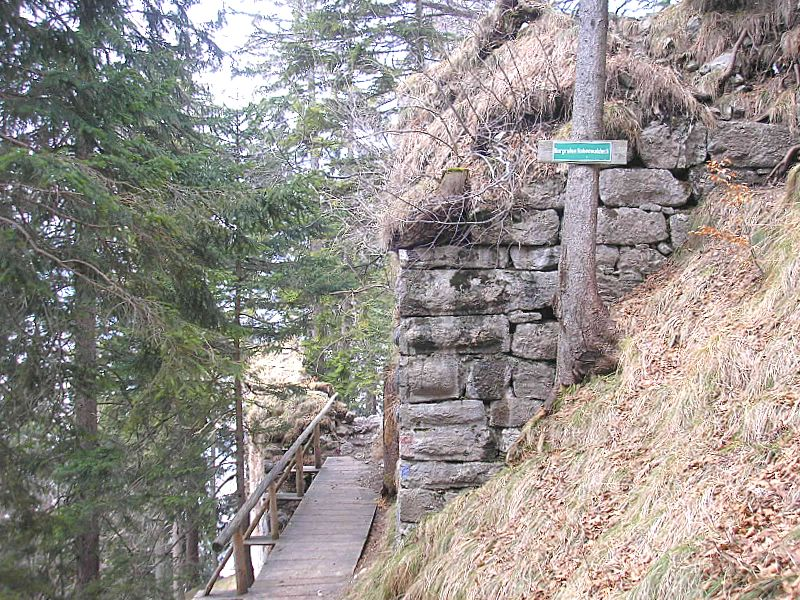
Die Ostseite des Turmes mit dem Zugangssteg

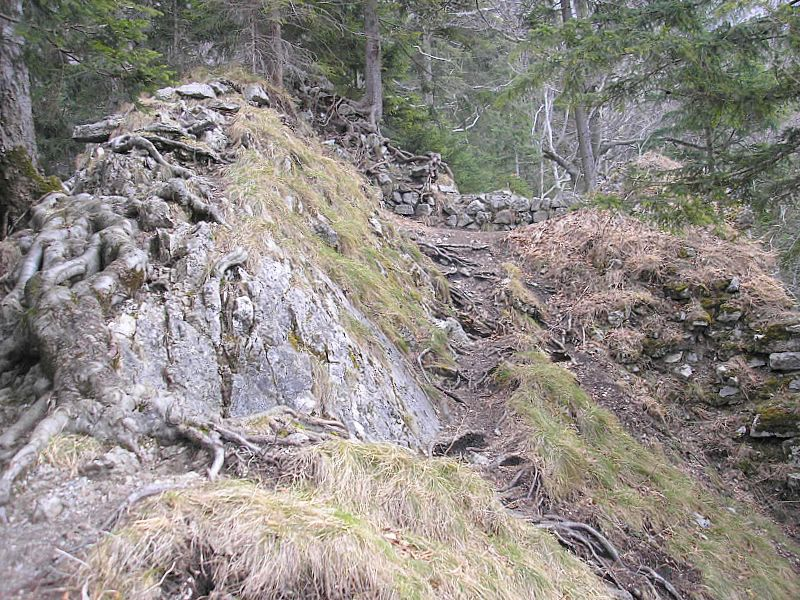
Das Turminnere

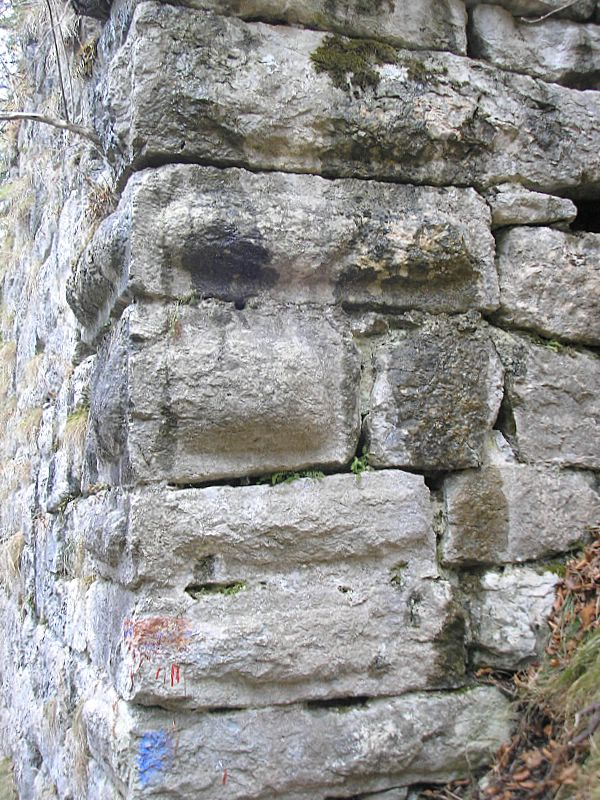
Buckelquader am Frontturm

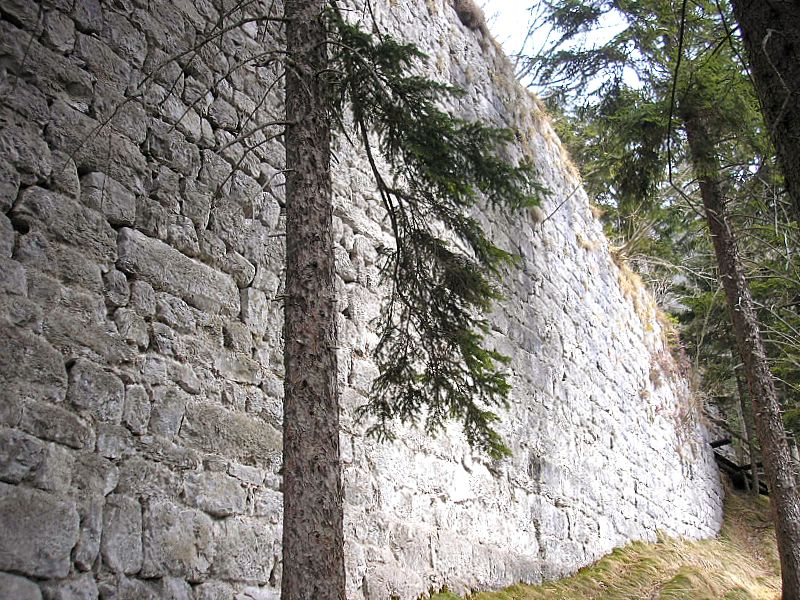
Die hohe Südwand

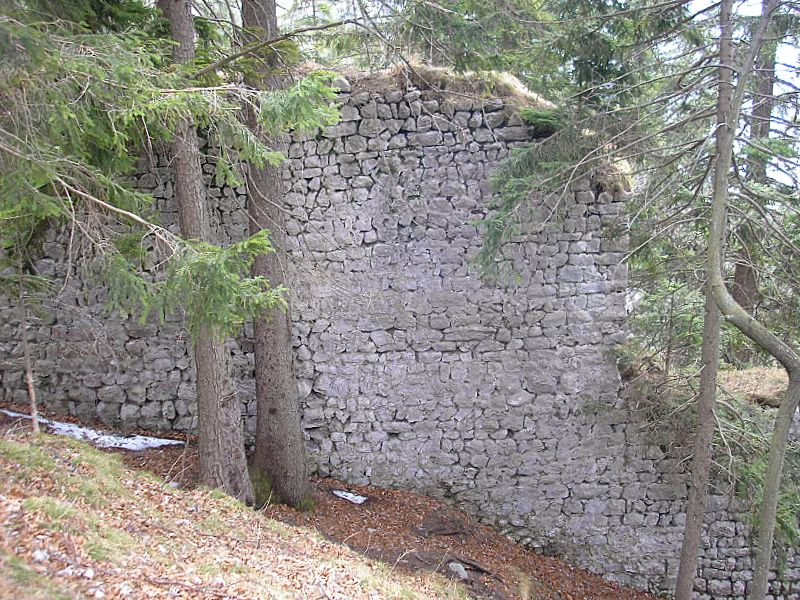
Die Innenseite der Südwand

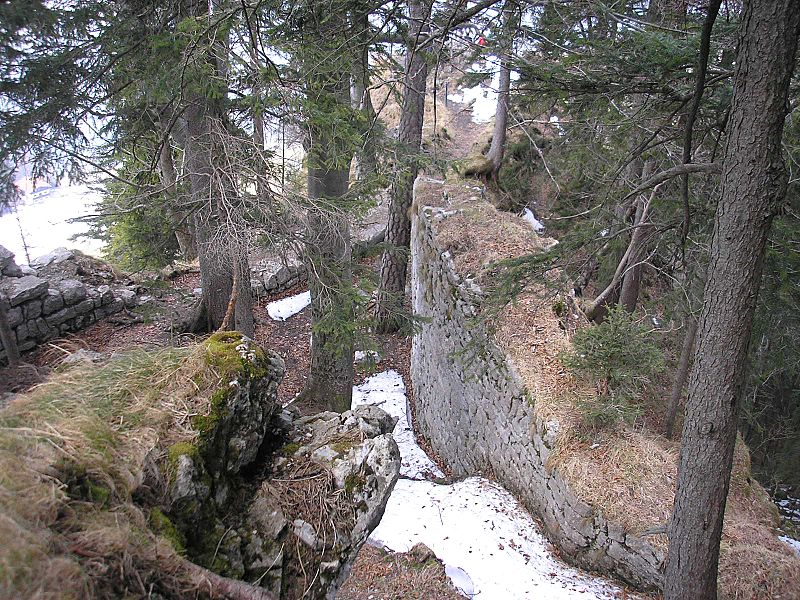
Gegenblick nach Norden

Die Herren von Waldeck werden erstmals in der Mitte des 11. Jahrhunderts als Dienstmannen des Bistums Freising urkundlich fassbar. Der namengebende Ansitz dieser Servientes Ecclesia  Frisingensis hat sich als Burgstall südlich von Bad Aibling erhalten (Burgstall Altenwaldeck). Im 13. Jahrhundert galten die Waldecker als einflussreichste Vasallen des Freisinger Domstifts. Der Familie wurden die höchsten weltlichen Ämter des Bistums übertragen. Trotz dieser Aufwertung begann das Geschlecht damit, sich mit der Herrschaft Waldeck einen eigenen, unabhängigen Herrschaftsbereich um den Schliersee aufzubauen. Gegen Ende des 13. Jahrhunderts wurde mit dem Neubau der großen Burganlage Hohenwaldeck über dem See begonnen.
Schon zu Beginn des 14. Jahrhunderts kam es deshalb zur offenen Konfrontation mit dem Bistum. 1312 zerstörte Arnold von Waldeck die bischöfliche Burg zu Miesbach. Während der anschließenden Friedensverhandlungen musste Freising die Oberhoheit über die Güter der Waldecker aufgeben.
Die nun weitgehend unabhängige Herrschaft Waldeck wurde in den nächsten beiden Jahrhunderten durch Teilungen innerhalb der Familie zersplittert. Unter Georg von Waldeck erreichte man trotzdem 1454 die Reichsunmittelbarkeit, konnte also auch die letzten Bindungen an das Bistum lösen. Die Habsburger wollten durch die Aufwertung der Herrschaft zum Reichslehen wahrscheinlich die Okkupation des Gebietes durch die Wittelsbacher verhindern. Der Schliersee liegt nur wenige Kilometer vor dem Beginn der habsburgischen Besitzungen in Tirol.
Bereits 1483 erlosch das Geschlecht der Grafen von Waldeck. Die bayerischen Herzöge begannen daraufhin einen jahrzehntelangen Rechtsstreit mit den Erben, um die Herrschaft Waldeck doch noch an sich zu bringen. Bezeichnenderweise unterstützte der kaiserliche Hof die Erben gegen Herzog Albrecht den Weisen.
Die Burg Hohenwaldeck über dem Schliersee wurde damals schon lange nicht mehr genutzt. Wahrscheinlich war Georg von Waldeck (gest. 1380) der letzte ritterliche Bewohner der Burg. Nach seinem Tod wurde der Amtssitz der Herrschaft nach Schliersee verlegt. Mit dem Absterben des Adelsgeschlechts durch Wolfgang von Waldeck (gest. 1483) ging 1497 die verlassene Burg an seine Tochter Ehrentraut und ihren Gemahl Hieronymus von Seyboltsdorf an die Herren von Seiboldsdorf über. Um diese Zeit muss ein gewaltiger Felssturz die Veste endgültig unbewohnbar gemacht haben.
1516 erwarb schließlich Wolfgang von Maxlrain die Anteile seiner Miterben. Sein Sohn Wolf Dietrich von Maxlrain bekannte sich offen als Anhänger Martin Luthers. Die Maxlrainer galten als eines der reichsten Adelshäuser Oberbayerns. Die Herrschaft Hohenwaldeck wurde von den Residenzen der Familie Maxlrain bei Aibling und Wallenburg an der Schlierach aus verwaltet.
Philipp Apian konnte 1568 nur noch von einer „Ruine einer uralten Burg, genannt Waldegk“ berichten. „Innerhalb ihrer Mauern sind riesenhafte Bäume emporgewachsen“ (Topographia Bavariae). Wiguläus Hundt vermutete 1585 gar einen vormittelalterlichen Ursprung der Ruine: „ein gar alt haidnisch Gemäur, hoch an Pergen, dergestalt, dass zu vermuthen in etlich hundert Jahren der Orten kein Wohnung gewesen sei“ (Bayrisch Stammen Buch).
1734 wurde die Herrschaft nach dem Aussterben der Maxlrainer doch noch dem Kurfürstentum Bayern übergeben. Die Grafschaft wurde 1803 aufgelöst und in ein Landgericht umgewandelt.
Seit Sommer 2020 war die Burgruine aus Sicherheitsgründen nicht mehr für die Öffentlichkeit zugänglich, weil das Mauerwerk marode war und eine Gefahr für Besucher darstellte. Im Sommer 2023 begann die denkmalgerechte Sanierung, die im Herbst 2024 abgeschlossen wurde. Am 28. Oktober 2024 wurde die Ruine offiziell wiedereröffnet und für die Öffentlichkeit freigegeben.

## Beschreibung

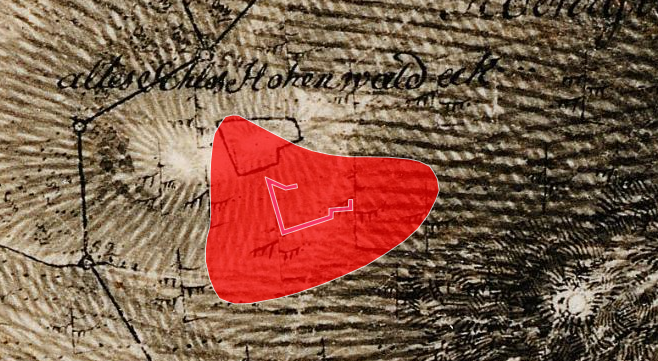
Lageplan von Burg Hohenwaldeck auf dem Urkataster von Bayern

Die Burg liegt hoch über dem Schliersee auf einem felsigen Bergsporn vor der Westflanke des Leitnerberges. Im Osten schützt eine flache Senke den Burgplatz. Hinter dem grabenähnlichen Einschnitt haben sich auf einem Felsstock die Reste eines Bergfriedes oder Wohnturms erhalten. An der gut erhaltenen Südseite des Turmes vorbei gelangt man über einen hölzernen Steg ins Burginnere.
Die großen Buckelquader an den Kanten des Frontturmes deuten auf eine Entstehung im späten 13. oder frühen 14. Jahrhundert hin. Eine genaue Datierung wäre nur durch eine aufwändige Bauuntersuchung möglich, da Buckelquader auch noch im Spätmittelalter und der frühen Neuzeit im Wehrbau verwendet wurden.
Ab dem frühen 19. Jahrhundert datierte man alle großen Buckelquadertürme fälschlicherweise in die Römerzeit. Diese Fehlinterpretation hält sich teilweise bis in die Gegenwart. So berichtet auch die Informationstafel am Frontturm der Ruine von einem angeblichen römischen Ursprung der Mauerreste.
Der Turm ist im Süden und Osten noch etwa sechs Meter hoch. Nach Weithmann sollen auf der Südseite Spuren eines Hocheinganges erhalten sein. Die Nord- und Westwände fehlen vollständig.
Neben der Turmruine haben sich um das Burgplateau noch große Teile der Umfassungsmauer aus Kalksteinquadern unterschiedlicher Größe und Bruchsteinen erhalten. Die Ruinen sind noch bis zu acht Metern hoch. Die Mauern werden von keinerlei Fenster- oder Lichtöffnungen durchbrochen. Ob es sich hier um eine Ringmauer oder die Außenwände von Gebäuden handelt, ist nicht eindeutig zu entscheiden. Die Mauerzüge bilden ein unregelmäßiges Viereck, das nach Norden spitzwinkelig ausläuft. Die hohe Felsrippe im Burginnern geht wahrscheinlich teilweise auf den spätmittelalterlichen Bergsturz zurück.
Der Westteil der Burg ist seit langem ins Tal abgerutscht. Nach einem Lageplan von Adolph von Schaden (1832) sollen die Hangkanten hier durch weitere Mauerzüge gesichert gewesen sein. Zur Zeit der Aufnahme war das Gelände hier jedoch bereits abgestürzt. Der erhaltene schmale Nordsporn diente bis zur Sperrung als beliebter Aussichtsplatz auf den Schliersee.
Seit dem Spätmittelalter dürften keine größeren Sanierungsmaßnahmen an den Burgresten durchgeführt worden sein. Die erhaltenen Mauerzüge sind trotzdem nicht akut gefährdet. Die Außenschale der Umfassungsmauer ist handwerklich sehr sorgfältig mit Kalksteinquadern in Lagen verblendet.
Der Zugang zur Burg erfolgte wohl über den etwa drei Kilometer langen Weg von Schliersee, der heute als Wanderweg genutzt wird. Die Versorgung der Veste muss schwierig gewesen sein. Der Burgweg steigt bis auf 1000 Höhenmeter an. Im Winter liegt hier der Schnee manchmal meterhoch. Die direkten Abstiege sind steil und waren allenfalls von nur leicht bepackten Saumtieren zu bewältigen. Allerdings war auch der „Normalweg“ nicht befahrbar. Ein weiteres Problem war die Wasserversorgung. Hier dürfte man sich mit Zisternen und Schmelzwasser beholfen haben. Neben der schwierigen Versorgungslage gefährdeten ständig Steinschläge und Bergstürze die Bewohner.
Das Bayerische Landesamt für Denkmalpflege verzeichnet die Anlage als Burgruine mit spätgotischen Lesefunden unter der Denkmalnummer D-1-8237-0003 als „untertägige hoch- und spätmittelalterliche Befunde im Bereich der Burgruine Hohenwaldeck“.

## Wehrbau oder Machtsymbol
Einige Burgenforscher interpretieren mittelalterliche Burganlagen seit dem ausgehenden 20. Jahrhundert mehr als Macht- und Statussymbole denn als tatsächliche Wehrbauten. Auch die spektakuläre Lage der Burg Hohenwaldeck 200 Meter über dem Schliersee wurde als Machtdemonstration der Waldecker gegenüber dem Freisinger Erzbistum und dem Herzogtum Bayern gedeutet (Michael Weithmann). M. Weithmann bezeichnete Hohenwaldeck sogar als „missglückte Höhenburg“.
Andere Historiker stellen hingegen die Funktion der Anlage als Fluchtburg im sich abzeichnenden Konflikt mit dem Bistum in den Mittelpunkt. Eine effiziente Belagerung der Veste wäre nur schwer möglich gewesen. Die feindlichen Truppen hätten die Burg nur blockieren und aushungern können.
Ebenso schwierig war eine offensive Verteidigung durch die Burgbesatzung, die sich im Falle eines Angriffs nur auf den Entsatz durch verbündete Verbände und die Mannschaften der übrigen Waldecker Burgen verlassen konnte. Auch eine wirkungsvolle Überwachung der Straße nach Bayrischzell war wegen der Höhenlage nur schwer möglich. Die schwierigen Lebensverhältnisse auf Hohenwaldeck bedingten wahrscheinlich, dass die Veste nicht das ganze Jahr über bewohnt wurde. Im Winter nutzte man wohl den Ansitz der Familie in Miesbach und die Wallenburg nördlich des Ortes.
Die Burg Hohenwaldeck war bereits durch ihre Lage auf dem nach drei Seiten steil abfallenden Sporn sehr gut gesichert. Hinzu kamen die beträchtliche Höhe der Umfassungsmauer und der starke Frontturm mit seiner repräsentativen Buckelquaderverkleidung.
Die Anlage ist wohl wie die meisten mittelalterlichen Burgen sowohl als Wehr- wie auch als Repräsentationsbau und Machtsymbol zu interpretieren. Mittlerweile werden die im Zusammenhang mit Joachim Zeunes Machtsymbol-Theorie entwickelten Thesen zunehmend von der Forschung kritisch hinterfragt.